# Catalina de la Visitación
Catalina de la Visitación (Madrid, m. 1608/1614) va ser una religiosa clarissa descalça castellana.
Va néixer a la vila de Madrid, però es desconeix la data del naixement, si bé se la situa habitualment al segle XVII. Hom afirma que els seus pares eren nobles, però les cròniques de la seva orde no citen els noms. Va prendre l'hàbit de les religioses descalces de Santa Clara al convent de San Antonio de Trujillo quan tenia 15 anys.
La seva carrera eclesiàstica va ser curta, però malgrat tot va ser un model de recolliment, oració, penitència i disciplina, fins al punt que rarament dormia al llit, sinó que ho feia asseguda per estar més presta a l'oració. La crònica també recull que un clergue local de Trujillo va aparèixer al convent demanant-li expressament a ella oració per la seva ànima.
La seva mort va succeir entre 1608 i 1614 a causa d'una greu malaltia.